# Catedral de Santa María (Galle)
La Catedral de Santa María o más formalmente la Catedral de Santa María, Reina del Santo Rosario es la iglesia catedral de la diócesis de Galle. Se trata de un hito en la ciudad de Galle, en Sri Lanka. La catedral fue construida por la Compañía de Jesús a finales del siglo XIX. El primer obispo fue el jesuita belga Joseph Van Reeth.
La Catedral es fundamental e importante para los católicos del sur de Sri Lanka, en la diócesis de Galle. La iglesia está dedicada a la Santísima Virgen.